# Windradyne

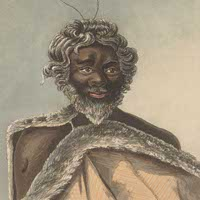
Ilustración de un guerrero wirayuri, que se cree que representa a Windradyne.

Windradyne (c. 1800-21 de marzo de 1829) fue un guerrero aborigen australiano y líder del movimiento de resistencia de la nación Wiradjuri en lo que hoy en día es el centro-oeste de Nueva Gales del Sur, Australia; también era conocido por los colonos británicos como Saturday (‘sábado’ en español). Windradyne lideró a su pueblo en las Guerras de Bathurst, un movimiento de resistencia de los aborígenes australianos en contra de la invasión de sus tierras por parte de los colonos europeos.

## Descripción
Aunque solo existe información limitada sobre Windradyne y gran parte de esta proviene de relatos británicos contemporáneos, es posible realizar una descripción aproximada de él.
La fecha de nacimiento de Windradyne es desconocida, pero tras su muerte en 1829, su obituario en The Sydney Gazette and New South Wales Advertiser -que se cree fue escrito por su amigo colono George Suttor de Brucedale Station al norte de Bathurst- decía "Su edad, creo yo, no pasaba de los 30 años", poniendo su fecha de nacimiento aproximadamente en el año 1800.
La biografía de Windradyne escrita por Coe en 1989 indica que era bien parecido y musculoso. Tenía piel color café oscuro, cabello negro rizado y una larga barba. Por lo general utilizaba una cinta en la cabeza, y su barba estaba trenzada en tres secciones diferentes. No obstante, esta descripción de Coe no concuerda con completo con un dibujo de un guerrero Wiradjuri que se cree era de Windradyne.
Cuando Windradyne visitó Parramatta para reunirse con el Gobernador Thomas Brisbane en diciembre de 1824, el Sydney Gazette (refiriéndose a Windradyne como Saturday) reportó que:
Es uno de los nativos más bien parecidos que hemos visto en esta parte del país. No es muy alto, pero es mucho más corpulento y sus extremidades son más proporcionadas que la mayoría de sus compatriotas; lo que, en combinación con una semblante aparentemente noble, y una mirada penetrante, seguramente impresionará al observador dejándolo sentimientos distintos a la negatividad que ha sido sentida hacia un personaje tan temido por los colonos de Bathurst. Sábado es, sin lugar a dudas, el nativo negro más masculino que hemos visto - un hecho que es aceptado casi generalmente por todos quienes lo han visto.
Durante el mismo evento, otro observador dijo que tenía "una muy buena figura, muy musculosa... un buen modelo para la figura de Apolo".
En su obituario, George Suttor describió el carácter y la apariencia de Windradyne de la siguiente manera:
... un hombre que jamás sufrió una herida sin impunidad, en su mente la venganza era una virtud, su cabeza, su semblanza, de hecho toda su persona, estaba formada admirablemente, era una excelente espécimen del guerrero salvaje de Nueva Holanda... su altura era cerca de 6 pies, tenía una disposición valiente aunque impetuosa...

## Asentamientos británicos
Las hostilidades entre los aborígenes australianos y los colonos británicos comenzaron tan solo unos meses luego de que la Primera Flota llegara en enero de 1788, con bajas en ambos bandos teniendo lugar incluso en mayo de 1788. Mientras que las primeras confrontaciones por lo general involucraban muy pocos combatientes y eran relativamente raras, a medida que la población británica se incrementó y se expandió más allá de Sídney, se encontraron con números cada vez más grandes de aborígenes de diferentes tribus y naciones, y la frecuencia de e intensidad de los conflictos se incrementaron. Estos conflictos luego fueron conocidos como las Guerras de frontera de Australia.
Durante los primeros veinticinco años de asentamientos británicos, la tierra de los Wiradjuri en la parte central de Nueva Gales del Sur se mantuvo aislada de los colonos debido a la barrera natural de las Montañas Azules (Australia)Montañas Azules. En mayo de 1813 el grupo de exploradores de Blaxland, Lawson y Wentworth encontraron una ruta a través de las montañas, esencialmente siguiendo senderos aborígenes ya existentes. Desde uno de los picos, más adelante llamado Monte Blaxland, los exploradores dijeron haber visto "suficiente pasto para soportar el ganado de la colonia por treinta años" al otro lado de las montañas- la tierra de los Wiradjuri.
Más adelante ese mismo año, el gobernador Lachlan Macquarie envió a su agrimensor George Evans para confirmar los descubrimientos de los exploradores, y en 1814 comisionó la construcción de un camino a través de las Montañas Azules, el cual fue completado a principios de 1815. El mismo Macquarie viajó por el nuevo camino poco después, y el 7 de mayo de 1815 eligió el sitio para el pueblo de Bathurst, de esta manera abriendo la región para la colonización británica.

### Primer contacto
Existe evidencia de que los primeros encuentros entre los Wiradjuri y los británicos fueron muy amigables. El primer encuentro registrado con ellos fue con el agrimensor Evans en diciembre de 1813 en el río Macquarie a unos 8 km del actual Bathurst. Evans escribió en su diario:
Al regresar vimos humo venir en el lado norte del río, al anochecer mientras pescábamos vi a unos nativos acercarse hacia la planicie; no nos vieron hasta que los sorprendimos; solo había dos mujeres y cuatro niños, las pobres criaturas temblaron y se cayeron al piso del susto; creo que iban en búsqueda de agua; les dimos los pescados que teníamos, unos cuantos anzuelos, un cordel y un hacha de guerra, parecieron alegrarse por lo que les regalamos; dos niños se escaparon; los otros niños pequeños lloraron mucho en un principio; poco después jugué un poco con ellos y comenzaron a mejorar su humor y a reír...
El mismo Macquarie se reunió con algunos miembros de los Wiradjuri acampados en el lugar que posteriormente se convertiría en Bathurst en su viaje en 1815, haciendo un reporte positivo sobre sus habilidades y naturaleza, concluyendo que "Parecen ser muy inofensivos y limpios", una evaluación muy positiva para la época. El asistente de Macquarie, el Mayor Antill, también habló bien de los Wiradjuri, escribiendo en su diario "Parecen ser una raza inofensiva, sin nada feroz o intimidante en su semblanza... Eran perfectamente amigables y alegres, y se reían de todo lo que veían y repetían todo lo que escuchaban".
Macquarie luego pasó una semana haciendo reconocimiento del área aledaña, conociendo a varios de los otros habitantes locales. El 10 de mayo escribió:
Luego de tomar el desayuno esta mañana fuimos visitado por tres nativos de la zona, todos jóvenes y bien parecidos, y que no habíamos visto antes... al más bien parecido y musculoso de ellos le di una pedazo de tela amarilla a cambio de su manta, la cual me entregó personalmente.
Para ese entonces, según su supuesto año de nacimiento en 1800, Windradyne hubiese sido solo un adolescente. Aunque no existe evidencia sólida de que Windradyne haya estado entre las personas que conocieron a los grupos de Evans o Macquarie, es muy probable que lo haya estado ya que los británicos estaban viajando por el territorio de su clan; de hecho existen teorías de que Windradyne haya sido uno de los hombres que intercambió su manta con Macquarie. En cualquier caso, el proceso de colonización británica de la región sería lento en un principio, y las tensiones entre los Wiradjuri y los colonos se intensificaron hasta su punto máximo unos años más adelante a medida que los Wiradjuri perdieron acceso a sus lugares de campamento, terrenos de caza, fuentes de agua y lugares sagrados tradicionales.

## Guerras de Bathurst
Las tensiones en la nación Wiradjuri comenzaron a incrementarse luego de los británicos comenzaran a asentarse en la zona después de la visita de Macquarie. Mientras que Macquarie apoyaba un ritmo de colonización lento que causara pocos problemas, esto cambió cuando fue reemplazado por Thomas Brisbane a finales de 1821. Brisbane favoreció un ritmo de colonización más rápido, y una gran cantidad de colonos recibieron tierras en la región; su llegada rápidamente puso presión sobre los recursos de la zona al igual que sobre las relaciones con los Wiradjuri. Pese a ser solo uno joven de unos veinte tantos años, Windradyne surgió como una figura aborigen importante en la lucha de resistencia contra este cambio en lo que más adelante llegaría a ser conocido como las Guerras de Bathurst.

### Hostilidades
Se ha especulado que las primeras hostilidades lideradas por Windradyne tuvieron lugar a principios de 1822 en el río Cudgegong, cuando unos rancheros australianos fueron atacados y su ganado fue dejado libre o matado. Varios otros ataques fueron reportados contra colonos -y en particular sus trabajadore convictos que a menudo trabajaban como rancheros o pastores en áreas aisladas- al igual que contra su ganado. Pese a que no nombraban directamente a Windradyne como el agresor, estas tácticas de los Wiradjuri tuvieron éxito en un principio, dejando a los trabajadores asustados y provocando que algunas estaciones incluso sean abandonadas.
En diciembre de 1823 Saturday estuvo implicado como el instigador de las hostilidades que llevaron a la muerte de dos convictos rancheros en Kings Plain; colonos enfurecidos solicitaron asistencia militar, y soldados fueron despachados a la zona para arrestarlo. Windradyne se enfrentó a los soldados, y se reportó que finalmente necesitaron a seis soldados y una golpiza con un mosquete para contenerlo. Luego de ser llevado a Bathurst, Windradyne fue sentenciado a prisión por un mes. El Sydney Gazette escribió lo siguiente el 8 de enero de 1824:
La información proveniente de Bathurst dice que los nativos han dado muchos problemas en esas tierras. Mucho ganado ha sido matado. Para justificar su conducta, los nativos reclaman que los hombres blancos han espantado a todos los canguros y possums, y que los hombres negros ahora deben comer carne de res... La fuerza de estos hombres es impresionante. Uno de los jefes (llamado Sábado) de una tribu desesperada, necesitó de seis hombres para ser contenido, y que incluso tuvieron que romper un mosquete en sobre su cuerpo antes de que se rindiera, lo que hizo con varias costillas rotas... Sábado, por sus hazañas, fue sentenciado a un mes de cárcel encadenado.
Luego de que Windradyne fue dejado en libertad, la hostilidades siguieron escalando, y algunos incidentes particularmente violentos fueron reportados a partir de mayo de 1824. En esta época se registró el asesinato de gente Wiradjuri por parte de colonos, incluyendo a mujeres y niños; algunas fuentes incluyen entre las víctimas a miembros cercanos de la familia de Windradyne. También hubo reportes de colonos que dejaban comida envenenada, en especial damper con arsénico, para los aborígenes. Otra historia indica que un colono en Kelso ofreció a un grupo de Wiradjuri, entre ellos aparentemente Windradyne, unas papas, las cuales fueron aceptadas por los aborígenes. A la mañana siguiente los aborígenes (que no estaban familiarizados con los conceptos británicos de tierra o propiedad) para tomar más papas, en lo que de todos modos era tierra de ellos. El colono, enfurecido debido a este 'robo', reunió a un grupo de vigilantes y persiguió a los aborígenes, disparando y matando a un número desconocido de este grupo familiar. Los Wiradjuri se reagruparon, y Windradyne le dijo a los ancianos que, según la costumbre Wiradjuri, el lideraría la venganza en contra de los blancos.
Los guerreros Wiradjuri se vistieron para la batalla y salieron de noche para buscar venganza, siendo el primer lugar al que llegaron la Estación Brucedale de Suttor. Aunque George Suttor no estaba en el lugar, su hijo de dieciocho años William sí, y recibió Windradyne en su puerta, asegurándole que no habían participado en los asesinatos y expresando su disgusto por estas acciones. Más adelante William contaría la historia:
Los negros causaban problemas en Bathurst en aquellos días, y la causa era frecuentemente su maltrato por parte de los blancos... Nuestra cabaña fue rodeada un día por un grupo grande de negros, equipados para la guerra, bajo el liderazgo de su gran y feroz líder y guerrero, conocido por los blancos como Sábado. No había como resistirse, por lo que mi padre, tan solo un muchacho de 18 años en ese entonces, salió valerosamente a encontrarlos en la puerta. Habló con ellos en su idioma de manera que no piensen que anticipaba ninguna maldad de parte de ellos. Se pararon allí, en silencio, sin moverse. El alegre coraje y tono amigable de mi padre calmaron los ánimos. Consultaron entre ellos voz baja, y se marcharon tan repentina y silenciosamente como llegaron. Lo siguiente que escuchamos de ellos es que mataron (¿no fue simplemente una venganza?) todos los hombres en un lugar de colonos a unas cuantas millas, el mismo lugar en donde se rumorea que les habían dejado el pan envenenado... Nunca molestaron a ningún hombre o bestia de mi padre. Había probado ser su amigo en ocasiones anteriores...
El ataque como venganza en contra del colono, Samuel Terry, tuvo lugar el 24 de mayo en Millah Murrah en las Serranías de Wyagdon al norte de Bathurst, en donde él y seis otros vaqueros fueron matados, su cabaña quemada, y sus ovejas y otro ganado masacrado.  Se dice que su propiedad estaba sobre un territorio bora, un importante lugar de iniciación para los Wiradjuri. Poco después se produjeron ataques contra otras propiedades, y la prensa reportó hombres siendo asesinados con lanzas, edificios destruidos, ganado matado y armas siendo robadas. Los ataques en el noreste fueron liderados por Windradyne, mientras que otros grupos atacaron a los colonos en el sur.
Los colonos buscaron su venganza poco después formando grupos armados para atacar a los Wiradjuri. Se reportó que un grupo había capturado y disparado a una mujer aborigen con dos niñas, pero tuvieron poco éxito contra los guerreros. Pese a sus armas tecnológicamente inferiores, las superiores habilidades de supervivencia de los Wiradjuri les permitían atacaran en forma inesperada, y luego desaparecer entre la naturaleza antes de que los blancos pudieran responder. Para agosto de 1824 el Sydney Gazette estaba reportando serias preocupaciones de la capacidad de la colonia para resistir la fuerza de los Wiradjuri.
Debido a las hostilidades el gobernador Brisbane declaró ley marcial el 14 de agosto de 1824. El Comandante en Bathurst, el Mayor Morisset, recibió poderes ampliados para poder lidiar con los aborígenes, el número de soldados en Bathurst se incrementó a setenta y cinco, y los magistrados recibieron la potestad de administrar justicia sumaria. Ahora que los colonos estaban respaldados por el ejército la violencia escaló rápidamente, y los Wiradjuri fuero aterrorizados y matados en números cada vez mayores. Aunque hubo reportes de masacres de guerreros mientras trataban de enterrara a sus muertos, las principales víctimas parece que fueron mujeres y niños Wiradjuri que padecieron envenenados, disparados y empujados por desfiladores. Estimaciones recientes sugieren que entre un cuarto y un tercio de la población Wiradjuri de la región de Bathurst pereció durante el conflicto.
Al iniciarse el periodo de ley marcial se ofreció una recompensa especial de 500 ha de tierra a quien pueda capturar vivo a Windradyne, una oferta que fue extendida a los aborígenes si podían entregar a su líder. Una semana después del inicio de la ley marcial la palabra "vivo" fue quitada de los panfletos de recompensa, pero no pudo ser capturado ni fue traicionado.  No obstante, el alto número de bajas entre los Wiradjuri afectó negativamente a los aborígenes, haciendo que muchos se rindan ante el gobierno, haciendo que la crisis se aquietara. Pese a que Windradyne seguía libre, Brisbane abrogó la ley marcial el 11 de diciembre de 1824.

### Paz
Tras perder a muchos guerreros y el fuerte daño causado a su sociedad, Windradyne reunió nuevamente a los Wiradjuri y decidió reunirse con el gobernador para buscar terminar formalmente con las hostilidades. Era la costumbre de la época que el gobernador organice un festín o conferencia anual para los aborígenes a finales de diciembre en el mercado de Parramatta. Los Wiradjuri decidieron que era un ocasión ideal y segura para la propuesta reunión, ya que habría un gran número de aborígenes de todas partes de la colonia en el lugar, y al estar presente el gobernador, haría de cualquier represalia contra Windradyne poco probable.
Los Wiradjuri, liderados por Windradyne, viajaron casi 200 km a través de las montañas para estar presentes en el festín el martes 28 de diciembre de 1824. Windradyne se convirtió en el foco de atención y recibió un perdón formal por parte de Brisbane. El Sydney Gazette reportó:
Parramatta ... nunca antes había presentado una escena tan interesante para la filantropía desde la institución de la conferencia de la que fue exhibida en esta ocasión. Parece que hay 7 u 8 tribus diferentes que han llegado desde varios rincones de la Colonia...
Su Excelencia el Gobernador, acompañado de Sus Asesores, honró al grupo aborigen con su presencia aproximadamente al mediodía; hora en la cual había unos 260 hombres y mujeres en un círculo, sin contar a los niños pequeños. Entre la una y las dos en punto, llegó un refuerzo de la tribo de Bathurst, la que se suponía debía incrementar sus números hasta casi 400... Esta fue la primera conferencia, creemos, en la que una de las tribuso de las nuevas tierras se dignó a visitar la celebración; pero, debido al amigable diálogo recientemente restablecido entre ellos y los colonos de Bathurst, fueron inducidos a romper con todo el miedo, y admirar esas maravillas...
Lo que contribuyó al interés de esta peculiar escena fue la circunstancia del notable Sábado, el jefe de Bathurst, que llegó liderando a su tribu... Sábado, es, sin lugar a dudas el nativo negro más masculino que hemos visto -un hecho que es generalmente aceptado por casi todas las personas que lo han visto. Supuestamente ha sufrido mucho debido a esta inusual agitación, a consecuencia de los esfuerzos realizados para su captura, evidenciado por el hecho que su tamaño ahora no es ni la mitad de lo que era cuando estas sanguinarias contiendas comenzaron. De hecho, parecía no estar nada calmado este martes -aunque se hizo todo lo posible para que no exista causa de alarma...
Debimos haber remarcado que Sábado llevaba puesto un sombrero de paja, en el cual había un letrero con la palabra "PAZ", además de una pequeña rama que representaba la oliva, lo cual incrementó aún más el interés en él.
Había varios factores que indicaban una influencia británica sobre Windradyne, posiblemente la de los Suttors, como el sombrero de paja con la palabra paz escrita en inglés, la rama de oliva, o incluso el saber de que estaría relativamente a salvo en el festín. Brisbane reportó haberse reunido con Henry Bathurst, el Secretario de Estado para la Guerra y las Colonias, el superior de Brisbane:
...Estoy muy feliz de poder reportar a Su Señoría que Sábado, su más importante y beligerante Jefe, ha estado conmigo para recibir su perdón y que Él, junto con la mayoría de su Tribu, asistieron a la conferencia anual...
Se dice que Windradyne se quedó en Parramatta un tiempo después de la conferencia, antes de regresar a Bathurst, y no asistió al festín al año siguiente. Reportes en años posteriores lo implicaron en ataques contra plantaciones y altercados con colonos cerca del Lago George. Sin embargo, debido a la falta de evidencia sustancial, puede que estos simplemente hayan sido fastidiosas acusaciones en contr del "infame Sábado" o intentos por parte de individuos de glorificarse a sí mismos al asociarse con él.

## Muerte
Los detalles del fallecimiento y entierro de Windradyne en 1829 no están muy claros. Muchos están de acuerdo en que fue herido en una lucha tribal cerca del río Macquarie y fue enviado al Hospital de Bathurst. Los primeros reportes sugieren que murió en el hospital poco después, hablando con su gente hasta el final, y luego fue envuelto en su manta y enterrado cerca del lugar junto a sus armas.
Un escritor anómimo, escribiendo desde "B-------e" el 24 de marzo de 1829 -quien se cree fue George Suttor de Brucedale Station- envió una biografía de "Sábado" a The Sydney Gazette and New South Wales Advertiser que fue publicada el 21 de abril de ese mismo año. Sobre su muerte decía:
...cayó después de una dura batalla... en las orillas del Macquarie, con una tribu del sur... La herida que causó la muerte de Windrodine [sic], fue una muy fuerte en la rodilla, que rápidamente se necrosó, y terminó en su muerte en unas pocas horas. Continuó hablando con sus coterraneos, hasta que su vida se extinguió, en el hospital de Bathurst, cerca del lugar en que fue enterrado, su cuerpo cubierto en su manta y sus armas depositadas en esa tumba...}}
Concluía con una cita en latín de Terencio, Homo sum, humani nihil a me alicuum puto, que significa "hombre soy; nada humano me es ajeno". Un comentario editorial añadió: "Esta cita del dramaturgo romano contine un mensaje importante para aquellas personas que consideran a los hombres de la naturaleza no muy diferentes a un animal salvaje."
El hijo de George, William Henry Suttor (el joven que confrontó a Windradyne y los Wiradjuri en la noche en que estaban buscando venganza en 1824), también rindió homenaje a Windradyne en la prensa de Sídney en abril de 1829.
Otros reportes que fueron pasados de generación en generación en la familia Suttor y unos años después expandieron los detalles expuestos anteriormente. Decían que Windradyne se quitó sus vendajes y se dio de alta a sí mismo del hospital, regresando a su tierra y con su gente, quienes se encontraban acampados en la propiedad de Suttor, Brucedale Station, a unos 12 km al norte de Bathurst. Allí murió de gangrena en sus heridas, y recibió un entierro Wiradjuri al amanecer, sentado frente al sol naciente y, como se indicó anteriormente, envuelto en su manta y con sus armas. Es probable que esta última versión sea más certera, ya que la tumba que ha sido reconocida como la de Windradyne está, de hecho, en Brucedale;  puede que la versión original solo haya arrojado detalles mínimos para minimizar el riesgo de que algunos colonos blancos busquen alguna forma de vengenza pósthuma ya sea contra la tumba de Suttor o la de Windradyne.

## Conmemoración
Un lugar de entierro Wiradjuri en Brucedale Station con dos tumbas fue marcado en 1954 por la Sociedad Histórica del Distrito de Bathurst con un monumento, una placa y un hacha de piedra como "el lugar de reposo de Windradene [sic]". En mayo de 2000 el lugar fue puesto bajo una orden de conservación voluntaria, y el mismo año el Servicio de Parques Nacionales y Vida Silvestre erigió una cerca alrededor de las tumbas. Más adelante, el lugar fue incorporado el 10 de marzo de 2006 bajo la Ley de Patrimonio como un sitio de importancia estatal.
El pueblo Wiradjuri aún venera a Windradyne como un gran guerrero, y su lugar de entierro es reconocido y respetado como un sitio importante. Aunque los árboles esculpidos de la época que originalmente marcaban la ubicación de su tumba ya no están presentes, en tiempos más recientes, los wiradjuri han plantado un grupo de árboles alrededor de la tumba en la tradicional forma de diamante.
Un suburbio de Bahturst recibió su nombre honor a Windradyne, al igual que uno de los edificios de residencias estudiantes en la Universidad Charles Sturt en Wagga Wagga.
En 2004, Windradyne fue uno de dos aborígenes australianos que fueron conmemorados como parte de una instalación en los edificios del Parlamento de Nueva Gales del Sur en Sídney. El otro hombre en ser conmemorado fue Pemulwuy, quien luchó contra los asentamientos europeos en el distrito de Sídney. Dos mantas representando cada uno de los guerreros fueron exhibidas. La inscripción de la manta que representaba a Windradyne leía:
... Este líder se volvió famoso durante el periodo de expansión más allá de las Montañas Azules hacia las Planicies Occidentales de NSW. Lideró la resistencia en las inmedicaciones de Bathurst por muchos años, unificando a las tribus Wiradjuri.
En 1825 viajó a Sídney para reunirse con el Gobernador Macquarie, pero la guerra continuó hasta que murió en una emboscada.
En 2008, la historia de Windradyne fue contada en el primer episodio del galardonado documental en siete episodios de SBS, First Australians.